# Neisseria gonorrhoeae
Neisseria gonorrhoeae je gramnegativní bakterie z kmene proteobakterií, která vyvolává pohlavně přenosnou chorobu kapavku. Jsou to velmi choulostivé a kultivačně náročné diplokoky. Jednotlivé koky mají tvar kávového zrna. Kapavka u muže probíhá obvykle jako hnisavá uretritida a u ženy jako cervicitida.

## Diagnostika
Při podezření na kapavku prokazujeme N. gonorrhoeae ve výtěru z pochvy, děložního hrdla a močové trubice, obvykle také z rekta; u muže pak z močové trubice a rekta.